# Радужный мост (Токио)
Радужный мост (яп. レインボーブリッジ, офиц. 東京港連絡橋, Токё: Минато рэнракукё:) — совмещённый с системой AGT (Автоматизированная система перевозки пассажиров) автомобильный висячий мост через северный Токийский залив, соединяющий верфь в Сибаура с искусственным островом в Токийском заливе Одайба (район Токио Минато, Япония).
Мост был построен за 5 лет и открыт в 1993 году.
Протяжённость моста составляет 570 м.
Пилоны моста окрашены в белый цвет. На тросах, держащих мост, установлены лампы, которые освещают мост красным, белым и зелёным светом каждую ночь.
Официальное название моста — «首都高速11号台場線・東京港連絡橋».
Благодаря ночной подсветке, его стали называть «Радужный мост».
Радужный мост имеет два яруса: на верхнем ярусе проходит Дорога Дайба (маршрут 11) сети скоростных платных автодорог Сюто, на нижнем ярусе расположены железнодорожная линия Юрикамомэ, бесплатная автодорога и два тротуара.

## Галерея
- Вид на один из пилонов моста
- Вид на мост с острова Одайба. На переднем фоне - Статуя Свободы
- Панорама моста
- Мост ночью
- Ночной вид на мост с острова Одайба.